# Senegalita
La senegalita és un mineral de la classe dels fosfats. Va rebre el seu nom l'any 1976 per Zdenek Johan de la seva localitat tipus, el dipòsit de ferro de Kouroudiako, al Senegal.

## Característiques
La senegalita és un fosfat de fórmula química Al₂(PO₄)(OH)(OH)₂·H₂O. Va ser aprovada com a espècie vàlida per l'Associació Mineralògica Internacional l'any 1975. Cristal·litza en el sistema ortoròmbic. La seva duresa a l'escala de Mohs és 5,5.
Segons la classificació de Nickel-Strunz, la senegalita pertany a «08.DE: fosfats, amb cations només de mida mitjana, (OH, etc.):RO₄ = 3:1» juntament amb els següents minerals: aldermanita, fluellita, bulachita, zapatalita, ceruleïta, juanitaïta i iangreyita.

## Formació i jaciments
Va ser descoberta l'any 1975 al mont Kourou Diakouma, a Saraya, a la conca del riu Falémé (Regió de Tambacounda, Senegal). També ha estat descrita a tres indrets del Brasil: Maicuru (Pará), Brumadinho (Minas Gerais) i Godofredo Viana (Maranhão).